# Pier Luigi Pizzi
Pier Luigi Pizzi (Milà (Itàlia), 15 de juny de 1930) és un director d'òpera, escenògraf i vestuarista italià.